# کاترین راس
کاترین جولیت راس (انگلیسی: Katharine Ross; ۲۹ ژانویهٔ ۱۹۴۰) هنرپیشه اهل ایالات متحده آمریکا است.
او کار خود را با حضور در سه فیلم بسیار محبوب در بین سال‌های ۱۹۶۰ تا ۱۹۷۰ آغاز کرد: در نقش الین رابینسون در فارغ‌التحصیل (۱۹۶۷) که باعث دستیابی وی به نامزدی جایزه اسکار به عنوان بهترین بازیگر نقش مکمل زن شد؛ در نقش اتا پلیس در بوچ کسیدی و ساندنس کید که به خاطر آن او جایزهٔ بفتای بهترین بازیگر نقش اول زن را دریافت کرد؛ و همچنین فیلم همسران استپفورد (۱۹۷۵). او یک جایزه گلدن گلوب برای فیلم سفر غم‌انگیز (۱۹۷۶) نیز دریافت کرد.
او در فیلم آخرین شمارش معکوس، بتسی، اشتباه درست است، سفر نفرین‌شده و به آنان بگویید ویلی بوی این جاست بازی کرده‌است.